# 日本海洋事業
日本海洋事業株式会社（にほんかいようじぎょう）は、海洋調査船運航、潜水船・ROV等の運航および、海洋調査・観測等を業務とする会社である。

## 概要
ニッスイグループであるが、海洋研究開発機構が利用する船舶の運航や観測機器の管理が主な業務である。
海洋研究開発機構のよこすか、みらい、かいめい、新青丸への船員などの人員を載せている。また、東京都立大島海洋国際高等学校の大島丸やJOGMEC運航船舶への船員派遣も実施している。
地球深部探査船「ちきゅう」の船員など人員に関しては日本郵船と深田サルベージ建設との合弁会社であるグローバルオーシャンディベロップメントが派遣している。